# Parapenaeus lanceolatus
Parapenaeus lanceolatus är en kräftdjursart som beskrevs av Kubo 1949. Parapenaeus lanceolatus ingår i släktet Parapenaeus och familjen Penaeidae. Inga underarter finns listade i Catalogue of Life.